# 弥生いこいの広場
弥生いこいの広場（やよいいこいのひろば）は、青森県弘前市にある動物園。日本動物園水族館協会加盟。

## 概要
岩木山の麓にある。

## 飼育動物
ラマ、イノシシ、シロクジャク、プレーリードッグ、ポニー、ニホンアナグマ、キンケイなど

## 関連ページ
- 動物園の一覧